# 广州地铁25号线
广州地铁25号线是广州地铁的远期规划线路之一，屬於城市軌道交通系統。全線大致呈東西走向，連接荔灣區、海珠區、越秀區、天河區和黃埔區，全線大部分路段沿珠江北岸行走。
因該線為遠期規劃路線，故代表色仍未指定，亦未有動工和開通的時間表。

## 概要
由目前消息總結可知，25号线現時起始於龍溪站，沿龍溪大道往東行進，然後途经金鹏路后過江，進入南田路，再沿江灣橋再次過江，轉入大沙頭路。然後往東進入二沙島，沿大通路和廣州發展公園下方行走。隨後線路轉入臨江大道及其東延線行走，再轉入港前路、西基路，大致沿珠江北岸行走，最終抵達終點站黄埔新港站。

## 车站
因25號線規劃尚未確定，全線具體設站方案仍未有最終定案，目前可能存在以下換乘站：
- 黃埔新港站：换乘5号线及東莞地鐵1號線。5號線與25號線為十字形節點換乘，5號線在上，25號線在下，5號線建設時將預留換乘節點；東莞1號線為遠期規劃，未來建設時再增建換乘通道接入本站。
- 裕丰围站：换乘7号线及13号线。7號線與25號線為T字型節點換乘，25號線在上，7號線在下，7號線建設時將預留換乘節點；與13號線平行且同層，但只能通過站廳換乘。
- 三溪站：换乘5号线及23号线。5號線建設時未作出預留，換乘方式未知；23號線為遠期線路，預留情況未知。
- 臨江大道站：前往員村站换乘5号线及11号线。5號線及11號線建設時均未作出預留，但預計將設有通道連通兩個車站實現換乘。
- 平江路站：换乘19号线。兩線均為遠期線路，預留情況未知。
- 猎德大道站：换乘20号线。兩線均為遠期線路，預留情況未知。
- 二沙岛东站：换乘26号线。兩線均為遠期線路，預留情況未知。
- 東湖站：换乘6号线、10号线及12号线。6號線建設時未作出預留，換乘方式未知；10號線及12號線仍在設計階段，預留情況未知。
- 南田路站：换乘24号线。兩線均為遠期線路，預留情況未知。
- 凤凰新村站：换乘8号线。8號線建設時未作出預留，換乘方式未知。
- 大沖口站：换乘11号线。11號線建設時未作出預留，換乘方式未知。
- 花地湾站：换乘1号线。1號線建設時未作出預留，換乘方式未知。
- 龍溪站：换乘广佛地铁。廣佛線建設時未作出預留，換乘方式未知。